# Javacarus jocelynae
Javacarus jocelynae är en kvalsterart som beskrevs av Mark L.I. Judson 1991. Javacarus jocelynae ingår i släktet Javacarus och familjen Lohmanniidae. Inga underarter finns listade i Catalogue of Life.